# Ernst Hugo Lorenz-Murowana
Ernst Hugo Lorenz-Murowana (ur. 27 października 1872 w Murowanej Goślinie, zm. 22 kwietnia 1954 w Berlinie-Neukölln) – niemiecki malarz.
Pochodził z licznej niemieckiej rodziny o głębokich tradycjach artystycznych, w której dla rozróżnienia nadawano sobie przydomki pochodzące od miejsca urodzenia. Opuścił Prowincję Poznańską i wyjechał do Berlina, gdzie studiował malarstwo i grafikę. Po ukończeniu nauki pozostał tam na stałe, poza malarstwem był również konserwatorem sztuki.
Znaczna część jego twórczości to malarstwo olejne, tematem obrazów były wnętrza i martwe natury, ale najczęstszym przedstawianym motywem były pejzaże morskie Pomorza i Bałtyku, a także sielskie krajobrazy Brandenburgii. Dużo rzadziej uwieczniał weduty i krajobraz miejski Berlina i Poczdamu, gdzie na pierwszym planie widoczne są rzeki lub zbiorniki wodne, często były to nokturny.
Ponieważ urodził się w Wielkopolsce często jest przedstawiany mylnie jako malarz polski.

## Galeria

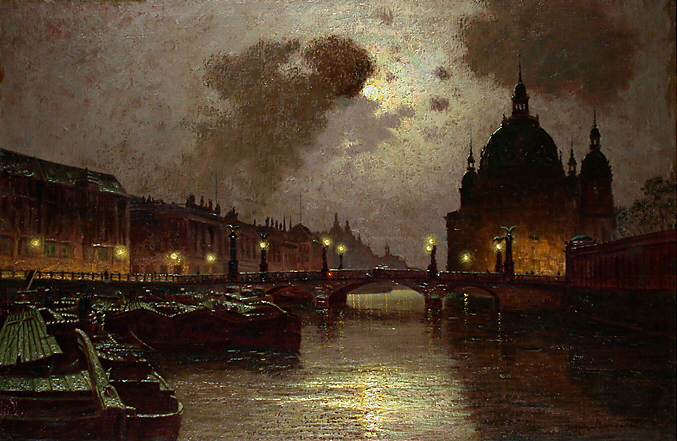
Most Friedrichsbrücke w Berlinie 1910,
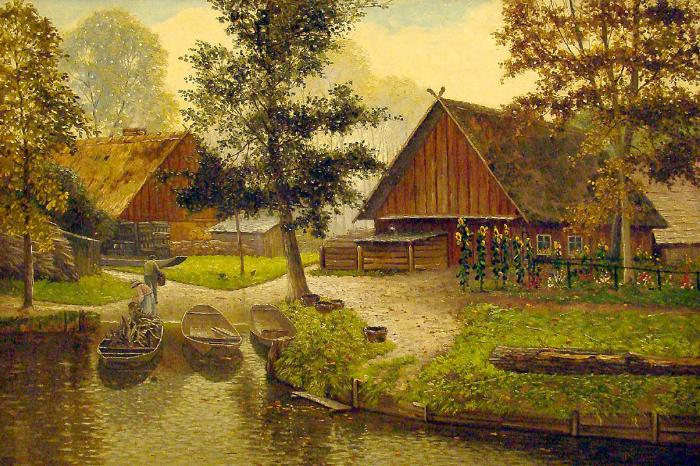
Widok ze Spreewaldu
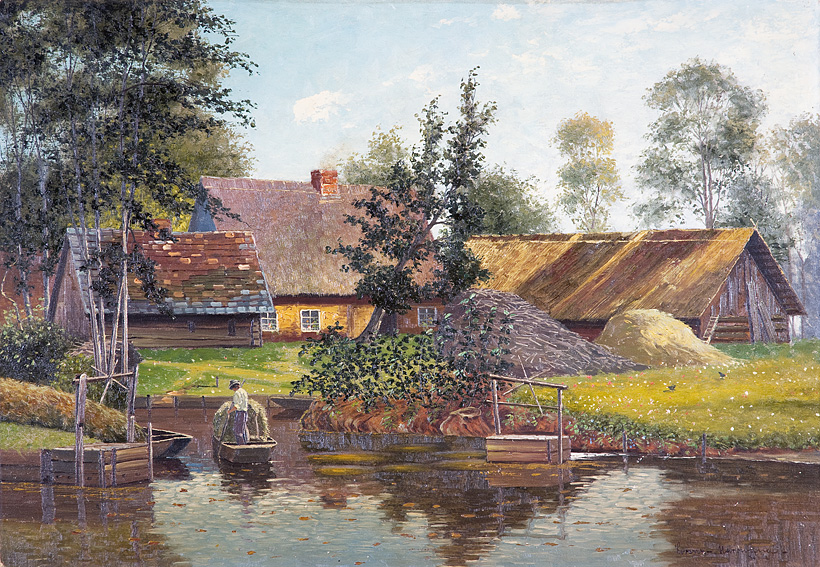
W Spreewaldzie koło Lehde
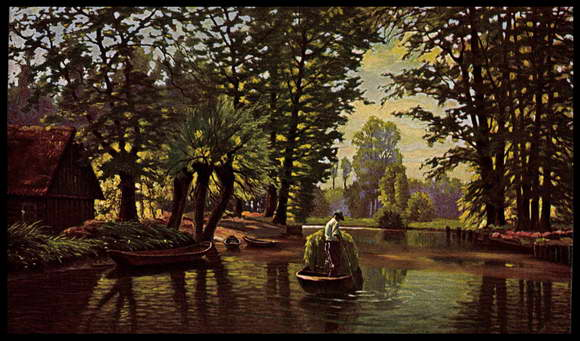
W Spreewaldzie